# Rezerwat przyrody Wąwóz Siedmicki
Rezerwat przyrody Wąwóz Siedmicki – florystyczny rezerwat przyrody położony na Pogórzu Kaczawskim nad rzeką Młynówka w południowo-zachodniej Polsce.

## Położenie
Znajduje się w województwie dolnośląskim, w powiecie jaworskim, w gminie Paszowice – w południowej części Parku Krajobrazowego „Chełmy”, ok. 0,6 km na zachód od miejscowości Siedmica. W całości położony w obszarze Natura 2000 Góry i Pogórze Kaczawskie PLH020037.
Rezerwat skalno-florystyczny stanowi objęty ochroną rezerwatową fragment doliny Młynówki, między wsiami Siedmica i Nowa Wieś Wielka, gdzie potok Młynówka tworzy przełom wcinający się w skalne podłoże, odsłaniając skałki zieleńcowe, będące przykładem staropaleozoicznego wulkanizmu podmorskiego.
Rezerwat został utworzony 5 stycznia 2001 roku na podstawie Rozporządzenia Wojewody Dolnośląskiego (Dz. Urz. Woj. Dol. Nr 2 poz. 20 z 2001 r.). W roku 2010 powiększono obszar rezerwatu do 69,09 ha. Obecnie podawana wielkość rezerwatu to 68,761 ha.
Jest to rezerwat florystyczny utworzony dla ochrony ciekawych form geologicznych i wielu rzadkich gatunków roślin chronionych oraz naturalnych zbiorowisk leśnych jak: lasy dębowe acydofilne, olszyny, łąki z trzęślicą i turzycą, fragmenty ziołorośli oraz fitocenozy naskalne, szczelinowe i suchych zboczy. Flora rezerwatu liczy około 270 gatunków roślin, w tym 19 objętych ochroną. Występuje tu m.in.: buławnik mieczolistny, naparstnica zwyczajna, wawrzynek wilczełyko, mieczyk dachówkowaty, pełnik europejski i kosaciec syberyjski. Z form geologicznych chronione są wychodnie skalne, pionowe stoki w głębokim zalesionym wąwozie. Z fauny w skalnej części wąwozu występuje salamandra plamista, która w płynącym potoku odbywa gody.

## Turystyka
Wąwozem prowadzi szlak turystyczny
- zielony – z Grobli do Muchowa